# Hermann von François
Hermann von François (31 de janeiro de 1856 – 15 de maio de 1933) foi um General de Infantaria do Exército Alemão durante a Primeira Guerra Mundial, conhecido por seu papel chave em várias vitórias alemãs na Frente Oriental em 1914.

## Juventude e carreira militar
Nascido no Luxemburgo em uma família nobre de origem huguenote, François foi exposto a uma vida militar desde muito jovem. Seu pai Bruno von François foi um general prussiano e comandante da 27ª Brigada de Infantaria Prussiana. Ele foi morto em combate liderando seus homens durante a Batalha de Spicheren em 6 de agosto de 1870.
François, que se matriculou como oficial cadete, em 1875 estava baseado em Potsdam como Leutnant do Primeiro Regimento de Guarda da Prússia. De 1884 a 87, frequentou a Academia Militar de Berlim e, em 1889, foi promovido a Hauptmann (capitão) e ingressou no Estado-Maior.
No início da década de 1890, François foi destacado para o XV Corpo de exército como oficial do estado-maior com base em Estrasburgo. Após uma breve passagem como comandante de companhia em 151. Infanterie-Regiment da 31ª Divisão, François dedicou todas as suas energias ao Estado-Maior. Em 1894, ele foi promovido a major e transferido para a 8ª Divisão em Mannheim. Em 1899, François era o Chefe do Estado-Maior do IV Corpo, comandado pelo General der Infanterie Paul von Hindenburg e baseado em Magdeburg.
Em 1901, a mãe de François, Marie levou a família para o Sudoeste Africano alemão para seguir seu filho mais novo, Hugo von François, que era um Hauptmann (Capitão) do Exército Colonial. A família viveu na região durante as Guerras Herero, nas quais Hugo lutou e morreu. O outro irmão de François, Curt von François, era um conhecido cientista e pesquisador especializado na África.
Em 1908, François foi promovido a Generalmajor e colocado no comando da 49ª Brigada de Infantaria [ de ] em Darmstadt. François foi promovido a Generalleutnant em 1911 e recebeu o comando da 13ª Divisão por um breve período antes de sua promoção a General der Infanterie e posto no comando do I Corpo do 8º Exército baseado em Königsberg.

## Primeira Guerra Mundial
François começou a guerra estacionado na província da Prússia Oriental, onde foi comandante do I Corpo do Oitavo Exército Alemão. Sua tarefa era defender as regiões mais ao leste da Prússia Oriental contra um ataque russo dirigido à importante cidade de Königsberg. O Oitavo Exército deverá resistir a forças russas significativamente maiores até que possa ser reforçado por tropas vindas do oeste após a esperada derrota da França, de acordo com o Plano Schlieffen, que guiaria as forças alemãs na fase inicial do uma guerra em que a Alemanha enfrentou a França e a Rússia.
Quando a guerra estourou em agosto de 1914, o corpo de François enfrentou a ala direita de uma invasão russa em duas frentes da Prússia Oriental, liderada pelo Primeiro Exército Russo de Paul von Rennenkampf. Em 17 de agosto, o comandante geral do teatro alemão, General Maximilian von Prittwitz, nervosamente observando o avanço da ala esquerda russa ao sul, ordenou que Von François recuasse enquanto estava sob forte ataque de Rennenkampf.
François, relutante em render qualquer um de sua amada Prússia, e naturalmente combativo, também sentiu que se separar durante o noivado seria mortal, e então ele ignorou a ordem de Prittwitz, respondendo com a famosa resposta "O General von François se retirará quando derrotar os russos!" Ele contra-atacou o enorme exército de Rennenkampf, trazendo a Batalha de Stalluponen, e obteve uma vitória surpreendente ao infligir 5 000 baixas e fazer 3 000 prisioneiros.
Depois de vencer a batalha, François obedeceu à ordem de Prittwitz e retirou-se 15 milhas (24 km) a oeste, onde três dias depois lutou contra Rennenkampf para empatar na Batalha de Gumbinnen. A agressividade de Von François resultou no cauteloso Rennenkampf interrompendo seu avanço para o oeste.

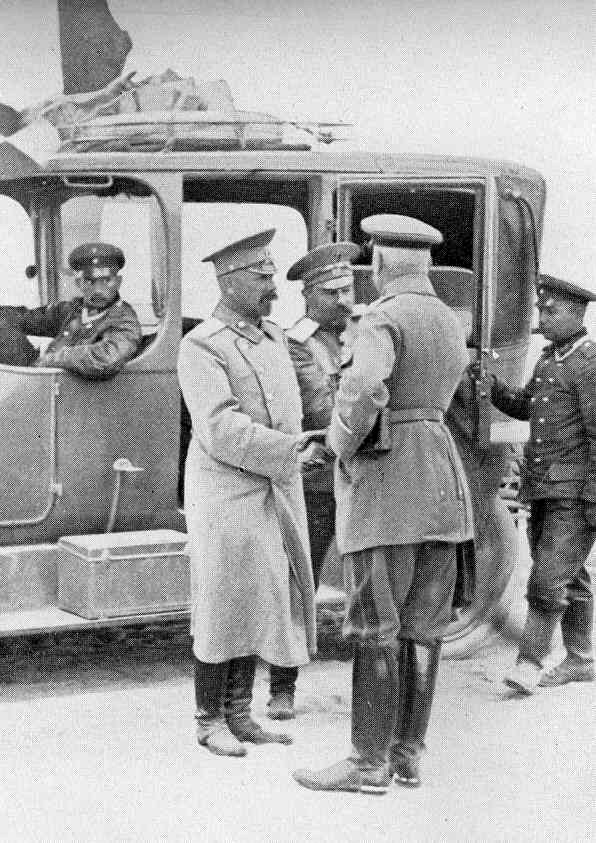
O General von François (de costas para a câmera) cumprimenta o General Nikolai Klujev, comandante do XIII Corpo Russo, que foi feito prisioneiro pelas tropas de François, após a Batalha de Tannenberg

Após essa batalha e uma mudança de comandantes gerais (Prittwitz foi considerado como tendo perdido a coragem pelo Alto Comando Alemão), o corpo de François foi transferido por ferrovia para o sudoeste, para enfrentar o Segundo Exército Russo que avançava para o sul da Prússia Oriental sob o comando do General Alexander Samsonov. Embora não tenha a confiança dos novos comandantes alemães Paul von Hindenburg e Erich Ludendorff devido à sua desobediência anterior, François desempenhou um papel decisivo na batalha de Tannenberg que se aproximava. Em 27 de agosto, François atacou os elementos da frente do exército de Samsonov e começou a fazer avanços constantes em sua retaguarda. Ludendorff, temendo um contra-ataque russo de Rennenkampf, ordenou que ele interrompesse o avanço. No entanto, François ignorou duas vezes suas ordens diretas e desempenhou um papel decisivo no cerco seguinte e na derrota do exército de Samsonov.
Quando Hindenburg e Ludendorff foram para o sul para liderar o 9º Exército na Polônia russa, François permaneceu com seu corpo na Prússia Oriental e o liderou com muito sucesso na Primeira Batalha dos Lagos Masúria no mês seguinte. Quando o general Richard von Schubert, o novo comandante do 8º Exército, ordenou que ele recuasse, ele enviou um telegrama para a OHL descrevendo seu sucesso e declarando que "o comandante está mal aconselhado". O telegrama impressionou o Kaiser tanto que imediatamente substituiu Schubert e, em 3 de outubro, deu a von François o comando do 8º Exército. Ele não o segurou por muito tempo. Quando Hindenburg e Ludendorff prepararam seu contra-ataque de Thorn na direção de Łódź, François estava relutante em enviar o I Corpo de exército solicitado, enviando em seu lugar o XXV Corpo de Reserva mal treinado e mal equipado. Isso foi demais para seus superiores. No início de novembro de 1914, von François foi removido e substituído pelo general Otto von Below.

Depois de algum tempo "na prateleira", François recebeu o comando do XXXXI Corpo de Reserva em 24 de dezembro de 1914 e, após uma passagem pelo Ocidente, retornou à Frente Oriental em abril de 1915, onde participou do Ofensiva de primavera que conquistou a Polônia russa. Ele continuou a se distinguir. Ele ganhou o Pour le Mérite, a mais alta condecoração militar da Alemanha, em 14 de maio de 1915 por sua atuação na descoberta em Gorlice, e teve as Folhas de Carvalho anexadas a ele em julho de 1917, por desempenho notável durante a Batalha de Verdun. Em julho de 1915, ele foi transferido de volta para a Frente Ocidental para assumir o comando do VII Corpo de Exército de Vestefáliana França, e em julho de 1916, o Meuse Group West no setor de Verdun. No entanto, ele nunca recebeu qualquer promoção adicional ou comandos sérios sob Ludendorff e desistiu de seu comando em julho de 1918 e foi colocado na lista de espera até outubro de 1918, quando se aposentou.